# Unterehrendingen

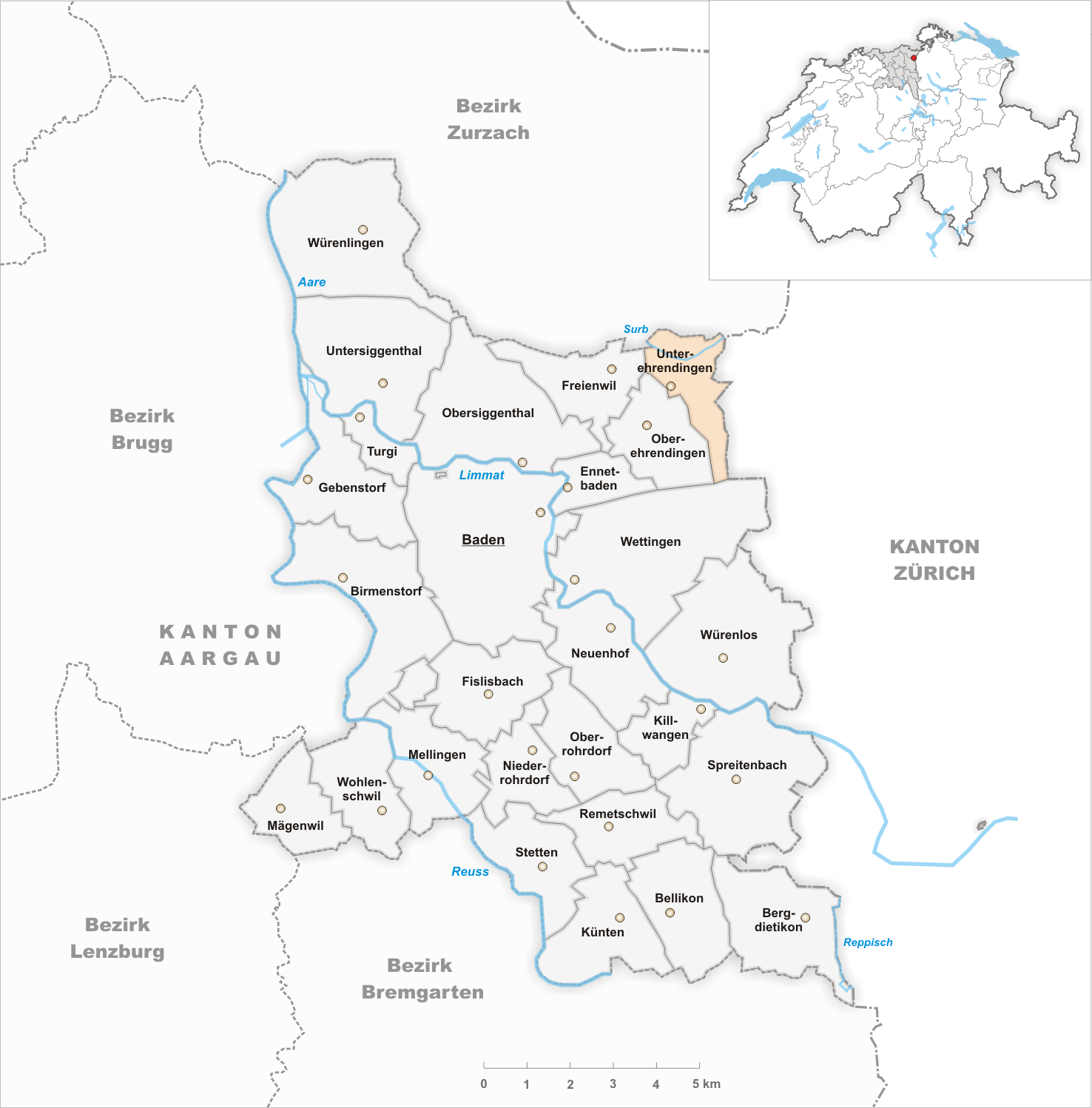
Gemeindestand vor der Fusion am 1. Januar 2006

Unterehrendingen ist ein Dorf im Schweizer Kanton Aargau. Es gehört zur Gemeinde Ehrendingen im Bezirk Baden, liegt vier Kilometer nordöstlich des Bezirkshauptorts und war ab 1825 eine eigenständige politische Gemeinde, bis zur Fusion mit Oberehrendingen am 1. Januar 2006.

## Geographie
Das Dorf liegt in einem Geländeeinschnitt am Nordfuss der Lägern. Der ungefähr in Süd-Nord-Richtung verlaufende Einschnitt beginnt am Höhtal, dem 500 Meter hohen Übergang ins Limmattal und erstreckt sich bis zum Surbtal. Die Bebauung ist mit derjenigen von Oberehrendingen nahtlos zusammengewachsen und folgt dem Gipsbach (oder Dorfbach), der an der Lägern entspringt. In Richtung Westen erstrecken sich die Ausläufer des Siggenbergs. Die Fläche der ehemaligen Gemeinde betrug 333 Hektaren.

## Geschichte
Einzelne Funde beweisen, dass die Gegend nördlich der Lägern bereits während der Jungsteinzeit und der Bronzezeit besiedelt gewesen war. Erstmals urkundlich erwähnt wurde das Dorf 1040 als Aradingin. Der Name ist alamannischen Ursprungs und bedeutet «bei den Leuten des Arinrat». Grundbesitzer im Hochmittelalter waren u. a. die Klöster Einsiedeln, Wettingen und Sankt Blasien. Im Laufe der Zeit nahm das Kloster Wettingen eine dominierende Stellung ein. Mit der Bezeichnung in Eredingen villa inferiori wird in einer Urkunde von 1261 das kleinere Unterehrendingen erstmals vom grösseren Oberehrendingen unterschieden. Landesherren waren die Habsburger.
1415 eroberten die Eidgenossen den Aargau. Ehrendingen war fortan der Hauptort des gleichnamigen Amtsbezirks in der Grafschaft Baden, einer gemeinen Herrschaft. Sowohl die niedere Gerichtsbarkeit wie auch die Blutgerichtsbarkeit wurden durch den Landvogt in Baden ausgeübt. Im März 1798 nahmen die Franzosen die Schweiz ein und riefen die Helvetische Republik aus. Ehrendingen war zunächst eine Gemeinde im kurzlebigen Kanton Baden, ab 1803 gehörte sie zum Kanton Aargau.
1825 erfolgte die Aufteilung von Ehrendingen in die selbständigen Gemeinden Ober- und Unterehrendingen. 1832 wütete ein Dorfbrand, der das erste Schulhaus und vier weitere Gebäude einäscherte. Bis 1960 stagnierte die Einwohnerzahl oder sank sogar leicht. Doch dann setzte, bedingt durch die Nähe zu Baden und Zürich, eine verstärkte Bautätigkeit ein, und die Einwohnerzahl vervierfachte sich beinahe. Das Dorf wurde zu einer beliebten Wohngemeinde und wuchs mit dem benachbarten Oberehrendingen zusammen. Die beiden Dörfer entwickelten allmählich eine gemeinsame Identität und beschlossen 2003 die Wiedervereinigung. Am 1. Januar 2006 entstand nach einer Unterbrechung von 181 Jahren wieder die Gemeinde Ehrendingen.

## Wappen
Die Blasonierung des ehemaligen Gemeindewappens lautet: «In Weiss ausgerissene grüne Tanne.» Die erste Abbildung der Tanne erschien 1827 auf dem Gemeindesiegel. Erst 1926 wies man dem Wappen die Farben zu. Der Grund für die Wahl dieses Motivs ist unbekannt, weil das Gemeindearchiv 1832 beim Dorfbrand in Flammen aufging.

## Bevölkerung
Bevölkerungsentwicklung:
| Jahr      | 1844 | 1900 | 1930 | 1950 | 1960 | 1970 | 1980 | 1990 | 2000 |
| Einwohner | 387  | 309  | 325  | 453  | 460  | 865  | 987  | 1361 | 1532 |

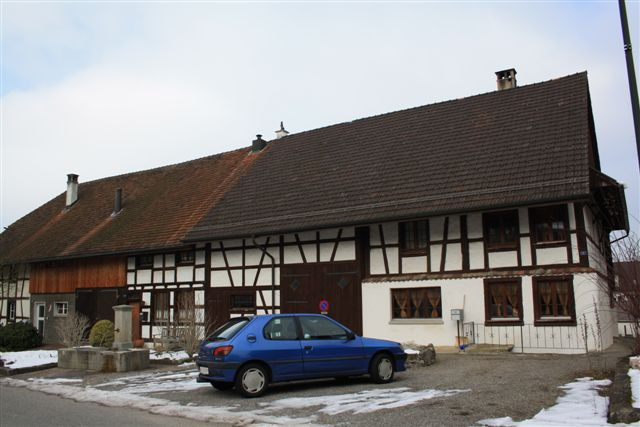
Unterehrendingen

Historisches Luftbild von Werner Friedli vom 11. Juli 1967

Am 31. Dezember 2004, ein Jahr vor der Fusion, lebten 1657 Menschen in Unterehrendingen, der Ausländeranteil betrug 12,3 %. Bei der Volkszählung 2000 waren 48,3 % römisch-katholisch, 35,1 % reformiert und 2,2 % moslemisch; 1,2 % gehörten anderen Glaubensrichtungen an. 92,9 % bezeichneten Deutsch als ihre Hauptsprache, 1,3 % Italienisch, je 1,0 % Englisch und Französisch, 0,8 % Albanisch.

## Verkehr
Unterehrendingen liegt an der Kantonsstrasse 279 zwischen Baden und dem Surbtal. Das Dorf wird durch zwei Postautolinien erschlossen, die vom Bahnhof Baden nach Döttingen bzw. nach Kaiserstuhl verkehren. Der Bahnhof in der Nachbargemeinde Niederweningen ist Endstation einer Linie der S-Bahn Zürich. An Wochenenden verkehrt ein Nachtbus von Baden über Unterehrendingen und Klingnau nach Bad Zurzach.

## Persönlichkeiten
- Hubert Bächli (* 1938), Radrennfahrer